# Carl Eduard Hellmayr

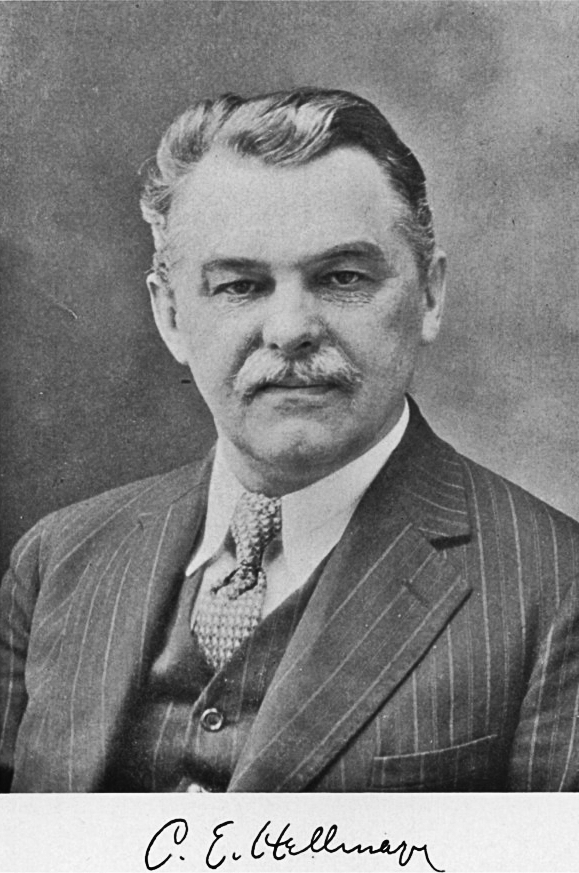
Carl Eduard Hellmayr

Carl Eduard Hellmayr (ur. 29 stycznia 1878 w Wiedniu, zm. 24 lutego 1944 w Orselinie) – austriacki ornitolog.

## Życiorys
Hellmayr urodził się 29 stycznia 1878 w okolicach Wiednia, prawdopodobnie na przedmieściach Mödling (na południe od Wiednia), skąd pochodzą jego wczesne notatki (m.in. pierwsza publikacja). O dzieciństwie Hellmayra niewiele wiadomo. Musiał interesować się ptakami już jako chłopiec; z dostępnych materiałów (Beiträge zur Ornithologie Nieder-Österreichs, Ornithologisches Jahrbuch, 1899) wynika, że obserwacje ptaków rozpoczął w 1894, jako 16-latek. Jego pierwsza publikacja (Muscicapa striata in Wienerwald) ukazała się w 1898 na łamach Ornithologisches Jahrbuch. Według pośmiertnego wspomnienia, w młodości interesował się wspinaczką górską. Studiował na Uniwersytecie Wiedeńskim, prawdopodobnie również w Berlinie. W październiku 1900 na jubileuszowym spotkaniu Niemieckiego Towarzystwa Ornitologicznego w Lipsku spotkał Hansa von Berlepscha – ornitologa zainteresowanego ptakami Ameryki Południowej z kolekcją okazów (ok. 50 tys., w tym 300 typów). Obydwaj ornitolodzy przyjaźnili się aż do śmierci von Berlepscha w 1915; po jego śmierci Hellmayr opublikował na łamach Journal für Ornithologie notkę biograficzną poświęconą zmarłemu ornitologowi.
Na początku 1903 Hellmayr dołączył do pracowników Zoologische Staatssammlung München w Monachium, gdzie organizował sekcję ornitologiczną Bavarian State Museum, której stał się kuratorem. Zgłosił się do przebadania kolekcji brazylijskich ptaków von Spixa; wskutek tego ukazało się Revision of Spix's Birds Types of Brazilian Birds. W 1903 ukazała się praca Paridae, Sittidae und Certhiidae, będąca obszerną monografią poświęconą sikorom (Paridae), kowalikowatym (Sittide) i pełzaczom (Certhiidae). W 1905 tymczasowo przeniósł się do Muzeum Historii Naturalnej w Tring (wtedy było to prywatne muzeum Waltera Rothschilda), gdzie trafił pod opiekę niemieckiego ornitologa Ernsta Harterta. Pobyt w Tring zaowocował licznymi publikacjami na łamach Novitates Zoologicae. Zimą 1905–1906 i kolejnych kilka razy Hellmayr odwiedzał Muzeum Historii Naturalnej w Paryżu; rezultatem jego pracy w paryskim muzeum było sześć części Review of the Birds collected by Alcide d’Orbigny in South America. W 1908 wrócił do Monachium, gdzie pozostał aż do sierpnia 1922. Podjął się tam zadania utworzenia kolekcji i biblioteki ornitologicznej. Został sekretarzem generalnym Ornithological Society of Bavaria i redaktorem Verhandlungen, jego wydawnictwa; utrzymał posadę do 1921. Jednocześnie, od 1908 do 1915 zajmował się przygotowywaniem ornitologicznej sekcji bibliografii Archiv für Naturgeschichte.
W 1922, rok po śmierci Charlesa Barneya Cory’ego, Carl Hellmayr wyjechał do Chicago, gdzie został kuratorem sekcji ptaków w tamtejszym Muzeum Historii Naturalnej. Cory pozostawił po sobie jeden tom (w 2 częściach) Catalogue of birds of the Americas and the adjacent islands in Field Museum of Natural History. Hellmayr do Chicago dotarł 1 października 1922. Opracował 13 spośród 15 tomów Catalogue.... Do Europy wrócił w czerwcu 1931. Dzieło to było szczególnie ważne ze względu na panujący pod koniec XIX i na początku XX wieku chaos w nazewnictwie i systematyce ptaków neotropikalnych. Dwoma znamienitymi ornitologami zajmującymi się tymi ptakami byli Władysław Taczanowski i Hans von Berlepsch. Mimo że obowiązywał linneuszowski system nazewnictwa binominalnego, nie zostało ujednolicone nazewnictwo wśród ptaków neotropikalnych: wiele gatunków zostało opisanych więcej niż jeden raz, a rodzaj o tej samej nazwie u jednego autora mógł nie oznaczać tego samego, co rodzaj o identycznej nazwie u drugiego autora. Podejmowano próby ujednolicenia systematyki; przykładowo, Joel Asaph Allen (1838–1921) badał typy nomenklatoryczne ptaków opisane przez Wied-Neuwieda podczas jego trzyletniej wyprawy do Brazylii. Następnie próbował skonfrontować nazewnictwo rodzajów Brissona (który opisał w swoim sześciotomowym dziele Ornithologie [1760] około 1500 gatunków w 115 rodzajach) z rodzajami opisanymi przez Linneusza, szerszymi w porównaniu do rodzajów Brissona. Dopiero praca Hellmayra usystematyzowała nazewnictwo ptaków krainy neotropikalnej.
Po Anschlussie w 1938 roku Hellmayr został aresztowany z niejasnych do końca przyczyn. Nigdy bowiem nie był aktywny w polityce ani nie pisał na ten temat; wiadomo jednak, że miał silne przekonania i nie sympatyzował z NSDAP, co musiał zdradzić w prywatnych rozmowach w obecności konfidentów. Dzień po aresztowaniu rozchorował się i został przewieziony do szpitala, gdzie przebywał przez 7 tygodni w towarzystwie między innymi profesorów i urzędników. Po wyjściu zmuszony został do podjęcia dalszego leczenia w jednej z klinik uniwersyteckich przez dwa miesiące. Po tym opuścił Austrię i wyemigrował do Szwajcarii. Po rekonwalescencji w szwajcarskich górach Hellmayr udał się do Londynu do British Museum (obecnie MHN w Londynie); następnie wrócił do Szwajcarii, do Genewy, by kontynuować pracę nad Catalogue.... We wrześniu 1942 trafił do szpitala w Chur. Pod koniec 1943 wraz z żoną, Kate Hellmayr, wyjechał do miejscowości Orselina nieopodal Locarno z nadzieją, że łagodniejszy klimat poprawi jego zdrowie. Mimo znacznego wycieńczenia Hellmayr kontynuował pracę nad Catalogue.... Zmarł nagle 24 lutego 1944 z powodu uremii.
Przez przyjaciół został zapamiętany jako kosmopolita, znawca ornitologicznych znamienitości swoich czasów, człowiek mało mówiący o sobie i podający w rozmowie wiele interesujących informacji na szeroki zakres tematów, pomocny i współczujący względem młodszych od siebie. Wspomnienie o Hellmayrze ukazało się wpierw na łamach The Ibis.

## Upamiętnienie
Hellmayr upamiętnił swoją żonę w nazwie Calospiza gyroloides catharinae (Hellmayr, 1911) – obecnie tangarka rudogłowa (Tangara gyrola podg. catharinae).
Hellmayra upamiętnia 37 nazw naukowych ptaków i jedna nazwa rodzaju (stan w 2009), m.in.:
- Hellmayria Poche, 1904 = Pyrrhocorax Vieillot, 1816
- Anthus hellmayri – świergotek trawny
- Attila rufus hellmayri – rudoturan siwogłowy podg. hellmayri
- Campylorhamphus trochilirostris hellmayri – drzewiarz czerwonodzioby podg. hellmayri
- Catharus fuscater hellmayri – drozdek szarogrzbiety podg. hellmayri
- Cranioleuca hellmayri – moczarnik kolumbijski
- Synallaxis hellmayri – ogończyk rdzawobarkowy
- Mecocerculus hellmayri – andotyranek boliwijski
- Rhynchocyclus brevirostris – oliwiak okularowy podg. hellmayri[6]
- Empidonax occidentalis hellmayri – empidonka kordylierska podg. hellmayri[6]
- Myiozetetes cayanensis hellmayri – bentewi złotociemeniowy podg. hellmayri[6].

## Prace
- Genera avium, tomy 9, 15–18, 23–24
- Critical notes on the types of little-known species of Neotropical birds, cz. I (1906), cz. II (1913), cz. III
- Another contribution to the ornithology of the Lower Amazons, Novitates zoologicae 14, 1907
- On a collection of birds from Teffé, Rio Solimões, Brazil, Novitates zoologicae 14, 1907
- Nomenclator des Vogel Bayerns, G. Fischer, 1916 (wraz z A. Laubmannem)
- Review of the Birds collected by Alcide d’Orbigny in South America w 6 częściach[2], 1921–1925
- 13 z 15 tomów Catalogue of birds of the Americas and the adjacent islands in Field Museum of Natural History (1918–1949; dostępne w Biodiversity Heritage Library)
- Birds of Chile, Field Museum of Natural History, 1932
- Contributions to the Ornithology of Northeastern Brazil, Field Museum of Natural History, 1929
- Birds of the James Simpson-Roosevelts Asiatic Expedition, Field Museum of Natural History, 1929
- Die Avifauna von Timor: Mit einer Farbentafel, Nägele, 1914
- C.E. Hellmayr, Julius von Madarász: Description of a new Formicarian-bird from Columbia. Annales historico-naturales Musei nationalis hungarici 12. 1914, s. 88